# 小雪 (女優)
小雪（こゆき、1976年〈昭和51年〉12月18日 - ）は、日本の女優。スノー所属。夫は俳優の松山ケンイチ。姉は歌手の弥生。

## 略歴
県立伊勢原高校3年生在学中に、雑誌『non-no』の読者モデルに応募し、同誌専属モデルとなる。後に看護学校へ進むも、モデル業に専念するため中途退学する。1998年、『恋はあせらず』でテレビ連続ドラマ初出演、女優デビュー。以降、多数メディアに出演。パリ・コレクションにモデルとして2000年以降参加を続けていた。『きみはペット』で連続テレビドラマ初主演を果たす。アメリカ映画『ラスト サムライ』（2003年12月、日米公開）ではヒロイン役を務め、その縁で同映画公開に先駆け行われた、第75回アカデミー賞授賞式の日本放送番組（WOWOW）に案内役として出演（『ラスト サムライ』は第76回がノミネート対象）。2004年、第28回エランドール賞新人賞、第12回橋田賞新人賞、第17回日刊スポーツ映画大賞主演女優賞と立て続けに受賞。 また、日本人女優としては初めてリーバイスのイメージキャラクターに起用される。2006年、第29回日本アカデミー賞優秀主演女優賞（『ALWAYS 三丁目の夕日』）、第45回ザテレビジョンドラマアカデミー賞、第17回日本ジュエリーベストドレッサー賞20代部門を受賞。2011年4月1日、俳優・松山ケンイチと入籍、映画『カムイ外伝』での共演がきっかけだった。2012年1月5日に予定日より18日早く第1子となる男子を出産、松山も立ち合った。2013年1月10日、第2子となる女子を出産、松山も立ち会った。2015年7月8日、第3子となる男子を出産。2017年、『大貧乏』で14年ぶりにテレビ連続ドラマ主演を務める（『きみはペット』以来）。

## 人物

### エピソード
- かつては雑誌『non-no』で読者モデルとして活動し、non-no専属モデルオーディションのグランプリを受賞[15]。身長：T173cm。スリーサイズ：B83cm,W58cm,H85cm。

- 本名の由来は、「出生時、座間市に小雪が降っていた」「親が尊敬していた方の名前から頂いた」「生まれたとき雪のように肌が白かった」と幾つかあるよう（すべて本人談）[16]。

- 出身校は相武台幼稚園、座間市立相武台東小学校、座間市立座間中学校、神奈川県立伊勢原高等学校、東京女子医科大学看護専門学校中退[6]。

### 趣味
- 趣味は旅行、語学、読書、手芸、料理、スポーツ全般（水泳、テニスほか）。市立座間中学校時代はテニス部に所属。県立伊勢原高校時代はバレーボール部に所属、インターハイにも出場するが高校2年の終わりに腰を痛め選手生活を断念する[2]。

### 家族
- 4歳年上の兄と1歳年上の姉がおり、姉は歌手の弥生[3]、父は山形県新庄市出身で繊維関係の貿易業[17]。幼少期より母が体質改善と家族の健康のために作ってくれたごま塩をかけた発芽発酵玄米と梅干し、煮物、みそ汁、おやつは小魚という食事で育ったと語ったことがある[18]。

## 出演

### 映画
- ケイゾク/映画 Beautiful Dreamer（2000年3月4日公開、堤幸彦 監督） - 霧島七海 役
- 飛ぶ〜こんな夢を見た（2000年、樋口真嗣 監督）※劇場未公開
- 回路（2001年2月10日公開、黒沢清 監督） - 唐沢春江 役
- Laundry（ランドリー） （2002年3月9日公開、森淳一 監督）
- スパイ・ゾルゲ（2003年6月14日公開、篠田正浩 監督） - 山崎淑子 役
- ALIVE （2003年6月21日公開、北村龍平 監督） - 三枝明日香 役
- ラスト サムライ （2003年12月6日公開、エドワード・ズウィック 監督） - たか 役[19]
- 嗤う伊右衛門（2004年2月7日公開、蜷川幸雄 監督） - 岩 役
- Jam Films S「ブラウス」（2005年1月15日公開、石川均 監督）
- ALWAYS 三丁目の夕日 シリーズ（山崎貴 監督） - 石崎ヒロミ 役
  - ALWAYS 三丁目の夕日（2005年11月5日公開）
  - ALWAYS 続・三丁目の夕日（2007年11月3日公開）
  - ALWAYS 三丁目の夕日'64（2012年1月21日公開）
- ゲゲゲの鬼太郎（2007年4月28日公開、松竹） - 天狐 役
- BLOOD THE LAST VAMPIRE（2009年5月29日公開、クリス・ナオン 監督） - オニゲン 役
- わたし出すわ （2009年9月19日公開、森田芳光 監督） - 主演・山吹摩耶 役
- カムイ外伝 （2009年10月31日公開、崔洋一監督） - スガル 役
- 信さん・炭坑町のセレナーデ（2010年11月27日公開、平山秀幸 監督） - 主演・辻内美智代 役
- 探偵はBARにいる（2011年9月10日公開、橋本一 監督） - 沙織 役
- スノーホワイト（2012年6月15日公開、ルパート・サンダース監督） - ラヴェンナ 役[20]（日本語吹替）
- 杉原千畝 スギハラチウネ（2015年12月5日公開、チェリン・グラック 監督） - 杉原幸子 役
- 桜色の風が咲く（2022年11月4日公開、松本准平 監督） - 主演・福島令子 役

### テレビドラマ
- 恋はあせらず （1998年4月15日 - 7月1日、フジテレビ） - 有村麗 役
- タブロイド（1998年10月14日 - 12月16日、フジテレビ） - アキ 役
- ここでキスして。（1999年3月2日 - 4月27日、日本テレビ） - リサ 役
- コワイ童話 第2話「人魚姫」（1999年5月17日 - 6月7日、TBS） ※主演
- 恋愛結婚の法則（1999年7月7日 - 9月22日、フジテレビ） - 林遥 役
- クリスマススペシャル Lucky（ラッキー）（1999年12月25日、名古屋テレビ）※主演
- ビューティフルライフ （2000年1月16日 - 3月26日、TBS） - さつき 役
- 池袋ウエストゲートパーク （2000年4月14日 - 6月23日、TBS） - 松井加奈 役
- 伝説の教師 （2000年4月15日 - 6月24日、日本テレビ系、第9） - 斎藤アヤ 役
- ラブコンプレックス （2000年10月12日 - 12月21日、フジテレビ） - 蜷川キイコ 役
- お前の諭吉が泣いている（2001年1月11日 - 3月15日、テレビ朝日） - 石橋茜 役
- ムコ殿 第5話（2001年4月12日 - 6月28日、フジテレビ） - 遠山千鶴 役
- 恋がしたい×3 第1.2.8.9話（2001年7月1日 - 9月16日、TBS）
- イタリア通（2001年9月3日 - 9月6日、フジテレビ）
- アンティーク 〜西洋骨董洋菓子店〜（2001年10月8日 - 12月17日、フジテレビ） - 飯塚桃子 役
- 真夜中は別の顔（2002年4月1日 - 5月23日、NHK） - 倉田香織 役
- 天体観測（2002年7月2日 - 9月17日、関西テレビ） - 沢村美冬 役
- サイコドクター 第8話（2002年10月9日 - 12月18日、日本テレビ）
- LOVERS 〜キャメルのコートを私に〜（2003年1月3日、TBS） - マサコ 役
- きみはペット（2003年4月16日 - 6月18日、TBS） - 巌谷スミレ 役 ※連続ドラマ初主演
- 末っ子長男姉三人（2003年10月12日 - 12月21日、TBS） - 柏倉幸子 役
- 僕と彼女と彼女の生きる道（2004年1月6日 - 3月23日、関西テレビ） - 北島ゆら 役
  - 僕と彼女と彼女の生きる道スペシャル（2004年9月18、関西テレビ）
- エンジン（2005年4月18日 - 6月27日、フジテレビ） - 水越朋美 役
- 愛と死をみつめて（2006年3月18日 - 3月19日、テレビ朝日） - 河野潤子 役
- 佐々木夫妻の仁義なき戦い（2008年1月20日 - 3月23日、TBS） - 佐々木律子 役
- MR.BRAIN 第2話（2009年5月23日 - 7月11日、TBS） - 宮瀬久美子 役
- フジテレビ開局50周年記念ドラマ 不毛地帯（2009年10月15日 - 2010年3月11日、フジテレビ） - 秋津千里 役
- うぬぼれ刑事 第6話（2010年8月13日、TBS） - 萩尾ゆみ 役
- 2夜連続スペシャルドラマ 女信長（2013年4月5日 - 4月6日、フジテレビ） - 御濃 役
- リーガルハイ（2013年10月9日 - 12月18日、フジテレビ） - 安藤貴和 役
- ロング・グッドバイ（2014年4月19日 - 5月17日、NHK） - 亜以子 役
- フラジャイル（2016年1月13日 - 3月16日、フジテレビ） - 細木まどか 役[21]
- ゴールドウーマン（2016年5月28日、テレビ朝日） - 主演・吉沢環 役[22]
- 大貧乏（2017年1月8日 - 3月12日、フジテレビ） - 主演・七草ゆず子 役[23][24]
- 海月姫 第1話（2018年1月15日 - 3月19日、フジテレビ） - 倉下深雪 役[25]
- 警部補・碓氷弘一 〜マインド〜（2018年11月25日、テレビ朝日） - 水沢瞳 役
- トレース〜科捜研の男〜（2019年1月7日 - 3月18日、フジテレビ） - 海塚律子 役[26]
- トップリーグ（2019年10月5日 - 11月9日、WOWOWプライム） - 灰原美樹 役[27]
- 時効警察はじめました（2019年10月11日、テレビ朝日） - 神沼美沙子 役[28]
- きょうの猫村さん（2020年4月 - 、テレビ東京） - 犬神冴子 役
- 連続テレビ小説 ブギウギ 第57回 -（2023年12月19日 - 、NHK） - 村山トミ 役[29]
- スカイキャッスル（2024年7月25日 - 9月26日、テレビ朝日） - 九条彩香 役[30][31]
- ノンレムの窓 2025・新春 第2話「よーい、フィクション!」（2025年1月5日、日本テレビ）[32]
- Dr.アシュラ（2025年4月16日 - 6月25日、フジテレビ） - 六道ナオミ 役[33]
- しあわせな結婚 第1話・第4話（2025年7月17日・8月7日、テレビ朝日） - 内藤つばさ 役[34]

### 配信ドラマ
- 女たちは二度遊ぶ『夢の女』（2010年3月、BeeTV）
- 全裸監督（2019年8月8日全話配信、Netflix） - 佐原加代 役
- 全裸監督2（2021年6月24日全話配信、Netflix） - 佐原加代 役（7話、8話）
- サンクチュアリ -聖域-（2023年5月4日配信、Netflix） - 花 役[35][36]

### 舞台
- 天国の本屋（2002年、銀座博品館劇場）※初舞台で主演
- 上賀茂神社式年遷宮奉納舞台『降臨』（2015年10月、上賀茂神社） - 語り部[37]

### ドキュメンタリー・情報・バラエティ
- 困ったひとびと（2000年、フジテレビ）
- 仕立屋工場〜Desiners Factory〜（2000年、フジテレビ）
- うなぎのぼり研究所（2000年、フジテレビ）
- 決定版!夏目雅子（2001年、TBS）
- ポートレイト（2002年、毎日放送）
- できたてGopan（2002年、テレビ長崎）
- 地球に好奇心（2002年、NHK-BS2）
- 深夜の星（2003年、TBS）
- 映画王（2004年、東海テレビ）
- 地球45億年の奇跡（2004年、フジテレビ） - ナレーション
- 恋人たちの幻想曲（2009年、NHK-BS2） - 朗読
- 鬼が舞う!鬼は神!人も舞う!〜奥三河・天竜の懐に残る花祭〜（2016年6月4日、BS朝日） - ナレーション[38]
- BS1スペシャル「何も求めず ただ座るだけ〜自給自足の禅寺 安泰寺の1年〜」（2021年5月16日、NHK BS1） - 語り[39]
- 小雪と発酵おばあちゃん（2022年、NHK Eテレ） - MC

### ラジオ
- 加藤晴彦の@llnightnippon.com（2001年、ニッポン放送）
- HOLIDAY SPECIAL ACTIVE&FRESH ENERGY（2001年、FM-FUJI）
- サタデーウェイティングバー（2002年、TOKYO FM）
- e'NITE（2003年、TBSラジオ）
- ストリーム（2003年、TBSラジオ）
- 紺野まひるのKampo Urban Weekend（2005年、TOKYO FM）

### インターネット
- ELLE ON LINE（Internet）（2002年）※BMWタイアップ
- ブロードバンドムービー「it」（2004年、アンドリュー・ハーダウェイ監督、ACT1配信）※主演

### その他
- 短篇キネマ 百色眼鏡（椎名林檎DVD短編キネマ） （2003年）※主演
- NTTドコモ 「iモード メロディーコール」（2003年）
- PS2 「ドラッグオンドラグーン2」（2005年） - マナ役 ※初の声優出演
- 国立西洋美術館「ベルリン国立美術館展〜学べるヨーロッパ美術の400年〜」（2012年） - 音声ガイド

### CM、企業広告
- 大風印刷 CMデビュー作品（1995年）
- カネボウ化粧品 「テスティモII」メタルクラッシュアイズ（1997年）
- 資生堂 「UVホワイト」（1998年）
- 日本コカ・コーラ 「爽健美茶」（1998年）
- サントリー「のほほん茶」（1999年）
- 花王 「カリテ」（1999年、2000年）
- 明治製菓 「キシリッシュ」「銀座スィート」（1999年） / 「バランスバンズ」（2000年） / 「パーフェクトプラス」（2001年）
- オーエムエムジー 「O-net」（2000年）
- NTTコミュニケーションズ 「インフォスフィア」（2000年）
- イマージュ 「シムリー」（2000年）
- 日本経済新聞社 企業イメージ広告（2001年 - 2003年）
- 久光製薬 「ライフセラ」（2002年）
- 任天堂 「ゲームボーイアドバンス 逆転裁判2」※（2002年） ※発売元はカプコン
- P&G 「ウィスパー」（2002年 - 2005年） / 「パンテーン」（2010年 - ）
- サントリー 「純生」（2002年） / 「マカディア」（2004年、2005年）「角瓶」（2007年 - ）
- 日立マクセル「DVD」（2003年）
- 第一製薬 「システィナC」（2003年 - 2005年）
- 財務省 「個人向け国債」（2003年 - 2005年）
- 永谷園 「あさげ」（2003年）/「おすすめ茶づけ」「お茶づけ海苔」（2004年）
- リーバイス イメージキャラクター（2004年）
- 明治乳業 「彩-Aya-」（2004年）
- Panasonic 「VIERA」（2004年 - 2010年） / 「DIGA」（2006年 - 2010年） / 「ナノイー」（2010年 - ）
- 中部電力 「エコキュート」（2005年 - ）
- ディップ イメージキャラクター（2005年）
- オンワード樫山 「エニィスィス」「エニィファム」（2005年）
- トヨタ自動車 「アイシス」（2005年、2006年）
- マックスファクター 「SK-II」（2005年 - ）
- ボシュロム・ジャパン「レニュー」「メダリスト」（2006年 - ）
- UNITEDROOMS イメージキャラクター（2006年）
- サントリー「角 ハイボール」（2009年 - 2011年）
- ライオン「バファリン プラスS」（2009年 - ） / 「バファリン かぜEX」（2010年 - ）
- ユニ・チャーム「ムーニー」（2012年 - ）
- ポッカサッポロ「じっくりコトコト」（2013年 - ）
- アキタ「きよら グルメ仕立て」（2015年）[40]
- 明治「アミノコラーゲン」（2016年 - ）
- Nordgreen サステナビリティ・アンバサダー（2020年12月3日 - ）[41]
- エムスタイルジャパン「美巣 BI-SU」（2021年 - ）

## 受賞歴
- 1995年
  - non-no専属モデルオーディショングランプリ[15]
- 2002年 
  - 第3回ベストフォーマリスト 女性部門[42]
- 2004年
  - 第28回エランドール賞 新人賞（『きみはペット』『スパイ・ゾルゲ』）[9][43]
  - 第12回橋田賞 新人賞[9][44]
  - 第7回日刊スポーツ・ドラマグランプリ  助演女優賞（『僕と彼女と彼女の生きる道』）
  - 第1回TVnavi ドラマ・オブ・ザ・イヤー2004 最優秀助演女優賞（『僕と彼女と彼女の生きる道』）
  - 第17回日刊スポーツ映画大賞・石原裕次郎賞 主演女優賞（『嗤う伊右衛門』）
- 2005年
  - 第45回ザテレビジョンドラマアカデミー賞 助演女優賞（『エンジン』）[45]
- 2006年
  - 第17回日本ジュエリーベストドレッサー賞 20代部門[46]
  - 第29回日本アカデミー賞 優秀主演女優賞（『ALWAYS 三丁目の夕日』）[47]
- 2009年
  - ウイスキー・ラバーズ・アワード2009[48][49]
- 2010年
  - 2010年フォーエバーマーク賞[50]
  - 2010 50th ACC CM FESTIVAL 演技賞（サントリーホールディングス『角瓶・角ハイボール』）
- 2019年
  - 第3回HUBLOT LOVES WOMEN AWARD2019[5]
  - 第4回ブルガリ アウローラ アワード2019[51]

## 書籍
- 『ギフト』（幻冬舎、2010/05、ISBN 978-4344018181）
- 『生きていく力。』（小学館、2012/6/29、ISBN 978-4093637336）
- 『小雪 美の養生訓』（小学館、2016/4/7、ISBN 978-4091037763）

### 雑誌連載
- 雑誌『FRaU』（講談社）にコラム連載
  - 「小雪 スローライフ美人」（2003年5月 - 2005年4月）
  - 「小雪 キュリアスな毎日」（2005年5月 - ）
- 雑誌『Precious』（小学館）表紙固定モデル（2004年 - 2015年[52]）

## 作品

### DVD
- 百色眼鏡（2003年1月22日、EMIミュージック・ジャパン）